# L'Via L'Viaquez
L'Via L'Viaquez är den andra singeln från albumet Frances the Mute av The Mars Volta. Låten är i sin vanliga form 12 minuter och 22 sekunder lång, men den var förkortad för att kunna spelas på radio. På den långa versionen spelas tre gitarrsolon på låten. Två av dem spelas av John Frusciante (Red Hot Chili Peppers, Ataxia) och ett av Omar Rodriguez-Lopez. Larry Harlow spelar också pianosolo. Låten slutar med ljud från grodor från Puerto Rico, som sen övergår till låten "Miranda That Ghost Just Isn't Holy Anymore" på albumet. Låten sjungs huvudsakligen på spanska men också på engelska. L'Via L'Viaquez finns också på Guitar Hero World Tour.

## Track listing
1. "The Bible & the Breathalyzer" - 5:17
2. "L'Via L'Viaquez" (Edit)"
3. "L'Via L'Viaquez" (Video)